# Бременские анналы
Бременские анналы (лат. Annales Bremenses) — составленное в нач. XIV в. в Бремене историческое сочинение на основе Штаденских анналов. Сохранились в копии XIV в. Охватывают период с 750 по 1307 гг. Содержат сведения главным образом по истории Германии и Священной Римской империи.

## Издания
- Annales Bremenses / ed. Ph. Jaffe // MGH, SS. Bd. XVII. Hannover. 1861, p. 854—858[2].

## Переводы на русский язык
- Бременские анналы в переводе И. М. Дьяконова на сайте Восточная литература